# Stazione di Tennōji
La stazione di Tennōji (天王寺駅?, TennŌji-eki) è una delle principali stazioni di Ōsaka, ed è la più importante della zona sud, anche grazie al passaggio della linea Circolare di Ōsaka, della metropolitana e numerose altre linee. Nei pressi della stazione si trova quella di Abenobashi delle Ferrovie Kintetsu.

## Linee

### Treni
- JR West
  - Linea Yamatoji
  - Linea Circolare di Ōsaka
  - Linea Hanwa

### Metropolitane
- Metropolitana di Osaka
  - Linea Midōsuji
  - Linea Tanimachi

### Tram
- Tranvie Hankai
  - Linea Uemachi

## Intorno alla stazione
- Shitennō-ji